# Ulli Martin
Pour les articles homonymes, voir Martin (prénom et patronyme).
Ulli Martin, de son vrai nom Hans Ulrich Wiese (né le 19 juillet 1946 à Osnabrück) est un chanteur allemand.

## Biographie
Hans-Ulrich Wiese est dans les années 1960 chanteur dans un groupe de beat, The Bats puis The Mad Bats. Un enregistrement parvient au producteur Leo Leandros qui découvre le talent du jeune chanteur et sort quelques singles qui n'ont pas de succès. À l'été 1972, le titre Monika, qui s'inspire de la chanson bulgare Moja strana, moja Bulgaria, est deuxième des ventes en Allemagne. Mais Leo Leandros le délaisse pour les carrières de sa fille Vicky Leandros et de Demis Roussos. Les chansons que sortira Ulli Martin sont d'une qualité moyenne et ont des ventes moyennes. Le dernier titre classé dans les meilleures ventes est Mariann, Mariann, 42e en 1974. Il tente de se relancer dans les années 1980 puis abandonne sa carrière.

## Discographie

### Singles
- 1971 : Monika (Philips 6003 132)
- 1971 : Ich träume mit offenen Augen von dir (Philips 6003 188)
- 1972 : Du mußt nicht weinen (Philips 6003 223)
- 1972 : Ein einsames Herz, das braucht Liebe (Philips 6003 251)
- 1973 : Ich liebe dich (Philips 6003 289)
- 1973 : Komm doch zu mir (Philips 6003 322)
- 1973 : Du bist das allerschönste Mädchen (Philips 6003 325)
- 1974 : Mariann, Mariann (Philips 6003 358)
- 1974 : Das Lied unserer Liebe (Philips 6003 373)
- 1974 : Das Schiff der verlorenen Herzen (Philips 6003 382)
- 1975 : Schenk’ mir noch einen Tanz (Philips 6003 453)
- 1976 : Wie ein Mantel im Wind (Philips 6003 502)
- 1976 : Drei verrückte Mädchen (Philips 6003 540)
- 1977 : Mit 17 fängt das Leben erst an (Save the Last Dance for Me) (Philips 6003 588)
- 1978 : Engel müssen früher sterben (Philips 6003 572)
- 1978 : Rote Rosen im Schnee (Polydor 2042 045)
- 1980 : Meine Fehler seh’ ich ein (Telefunken 6.12866)
- 1981 : Es steht viel auf dem Spiel (Telefunken 6.13021)
- 1981 : Bleib heute nacht bei mir (Telefunken 6.13173)
- 1982 : Und ich geh’ meinen Weg… (Telefunken 6.13360)
- 1983 : Seit es dich gibt (TELDEC 6.13735)
- 1987 : Adieu Goodbye Madonna Mia (Actic Special MS 219)
- 1990 : Nur mit Dir / Monika (Remix 1990) (WPL Records 21.680)

### Albums
- 1972 : Ein Traum wird wahr (Philips 6305 129)
- 1973 : Ich liebe dich (Philips 6305 178)
- 1974 : Star für Millionen – Compilation (Philips 6305 236)
- 1989 : Fernweh Träumerei (Imtrat 300.017)
- 2013 : Ich träume mit offenen Augen von dir – Compilation, Box 3 CD (Electrola/Universal 3751526)